# Thoracactis topsenti
Thoracactis topsenti är en korallart som beskrevs av Gravier 1918. Thoracactis topsenti ingår i släktet Thoracactis och familjen Epizoanthidae. Inga underarter finns listade i Catalogue of Life.